# Thiếu hụt vitamin D
Thiếu hụt vitamin D hay hypovitaminosis D có thể là hậu quả của chế độ dinh dưỡng không đầy đủ vitamin D kết hợp với việc tiếp xúc với ánh sáng mặt trời không đủ (ánh sáng mặt trời với tia cực tím B), của những rối loạn làm hạn chế sự hấp thụ vitamin D, và những tình trạng làm suy yếu sự chuyển đổi của vitamin D thành các hoạt chất chuyển hóa; bao gồm những rối loạn ở gan, thận, và các rối loạn di truyền. Thiếu hụt vitamin D dẫn đến suy giảm khoáng hóa xương và làm xương mềm bao gồm bệnh còi xương ở trẻ em và nhuyễn xương, loãng xương ở người lớn.

## Phân loại

Sơ đồ về những bệnh của xương với nồng độ vitamin D (calcidiol) trong máu.
osteoporosis: loãng xương; osteomalacia: nhuyễn xương; rickets: còi xương

Hypovitaminosis D thường được chẩn đoán bằng cách đo nồng độ hợp chất 25-hydroxyvitamin D (calcidiol), là một tiền chất của hoạt chất 1,25-dihydroxyvitamin D (calcitriol), trong máu. Một báo cáo năm 2008 đã đề xuất phân hypovitaminosis D thành bốn loại sau:
- Hơi thiếu 50–100 nmol/L (20–40 ng/mL)
- Thiếu nhẹ 25–50 nmol/L (10–20 ng/mL
- Thiếu trung bình 12.5–25.0 nmol/L (5–10 ng/mL)
- Thiếu nghiêm trọng < 12.5 nmol/L (< 5 ng/mL)

Lưu ý: 1.0 nmol/L = 0.4 ng/mL hợp chất này. Các tác giả khác cho rằng nồng độ 25-hydroxyvitamin D 75–80 nmol/L (30–32 ng/mL) có thể là đủ, mặc dù đa số những người trẻ tuổi khỏe mạnh tiếp xúc với ánh nắng mặt trời tương đối mạnh đã không đạt được mức này trong một nghiên cứu được thực hiện ở Hawaii.